# (612931) 2005 CA79
(612931) 2005 CA79, também escrito como 2005 CA79, é um objeto transnetuniano que está localizado no Cinturão de Kuiper, uma região do Sistema Solar. Ele é classificado como um twotino, pois, o mesmo está em uma ressonância orbital de 1:2 com o planeta Netuno. Ele possui uma magnitude absoluta de 5,8 e tem um diâmetro estimado de cerca de 304 quilômetros. O astrônomo Mike Brown lista este corpo celeste em sua página na internet como um candidato a possível planeta anão.

## Descoberta
(612931) 2005 CA79 foi descoberto no dia 1 de fevereiro de 2005.

## Órbita
A órbita de (612931) 2005 CA79 tem uma excentricidade de 0,229 e possui um semieixo maior de 48,183 UA. O seu periélio leva o mesmo a uma distância de 37,126 UA em relação ao Sol e seu afélio a 59,240 UA.